# 沈伟田
沈伟田，浙江归安（今浙江湖州）人，是一名清朝政治人物。举人出身。
沈伟田曾于1865年接替翟寅清任青浦县知县一职，1865年由袁铎接任。